# 国家社会主义德国学生联盟

国家社会主义德国学生联盟的徽章

国家社会主义德国学生联盟是纳粹党的一个下属部门，成立于1926年，其任务是向大學推廣纳粹的价值观。和纳粹党其他部门一样，国家社会主义德国学生联盟严格遵守领袖原则，从1930年起，該部門还让其成员穿着标志性的褐色衬衫，佩戴卍字标志。
德国于二战战败后，纳粹党及其下属部门以及从属机构都被定性为“犯罪组织”，于1945年10月10日被盟国管制理事会取缔。